# 大爆炸 (神秘博士)
〈大爆炸〉（英語：The Big Bang）是科幻电视剧《異世奇人》的第五季第13集，2010年6月26日首播于英國廣播公司第一台。它是本季的最后一个故事的后半部分，上个星期播放了故事《大爆炸》。本集的编剧是首席编剧和执行制作人史蒂芬·莫法特，导演是托比·海恩斯。
上集之后，外星时间旅行者博士（馬特·史密斯饰）困在了不可逃脱的监狱中，TARDIS将与里面的River Song（阿莉克丝·金斯顿饰）爆炸，博士的助手艾米·邦德（凯伦·吉兰饰）被未婚妻的塑料复制品Rory（阿瑟·达维尔饰）射杀。宇宙崩溃时，博士使用时间旅行解决问题，最终重启了宇宙。
本集中，宇宙的裂缝见证了艾米和本季故事的高潮，尽管一些事情还没完全解释。本集主要在一所美术馆中拍摄，多数镜头在2010年2月于Brangwyn音乐厅完成。《潘多拉魔盒開啟》在英国播出时有669.6万观众收看，获得89分的欣赏指数，本季最高。评论家对本集的评论良好，但有一些人认为情节复杂，争论一些情节是否讲得通。与前一集一起，赢得了2010年雨果奖最佳戲劇呈現（短片类）獎。